# Soulaucourt-sur-Mouzon
Soulaucourt-sur-Mouzon ist eine Gemeinde im französischen Département Haute-Marne in der Verwaltungsregion Grand Est. Sie gehört zum Arrondissement Chaumont und zum Kanton Poissons.

## Geografie
Die Gemeinde Solaucourt-sur-Mouzon liegt am oberen Mouzon an der Grenze zum Département Vosges, 25 Kilometer westlich von Vittel. Nachbargemeinden sind Vaudrecourt im Nordwesten, Outremécourt im Norden, Médonville im Nordosten, Urville im Osten, Vrécourt im Süden, Graffigny-Chemin im Südwesten und Bourmont-entre-Meuse-et-Mouzon im Westen.

## Bevölkerungsentwicklung
| Jahr                       | 1962 | 1968 | 1975 | 1982 | 1990 | 1999 | 2008 | 2020 |
| Einwohner                  | 150  | 158  | 162  | 138  | 122  | 92   | 102  | 97   |
| Quellen: Cassini und INSEE |      |      |      |      |      |      |      |      |

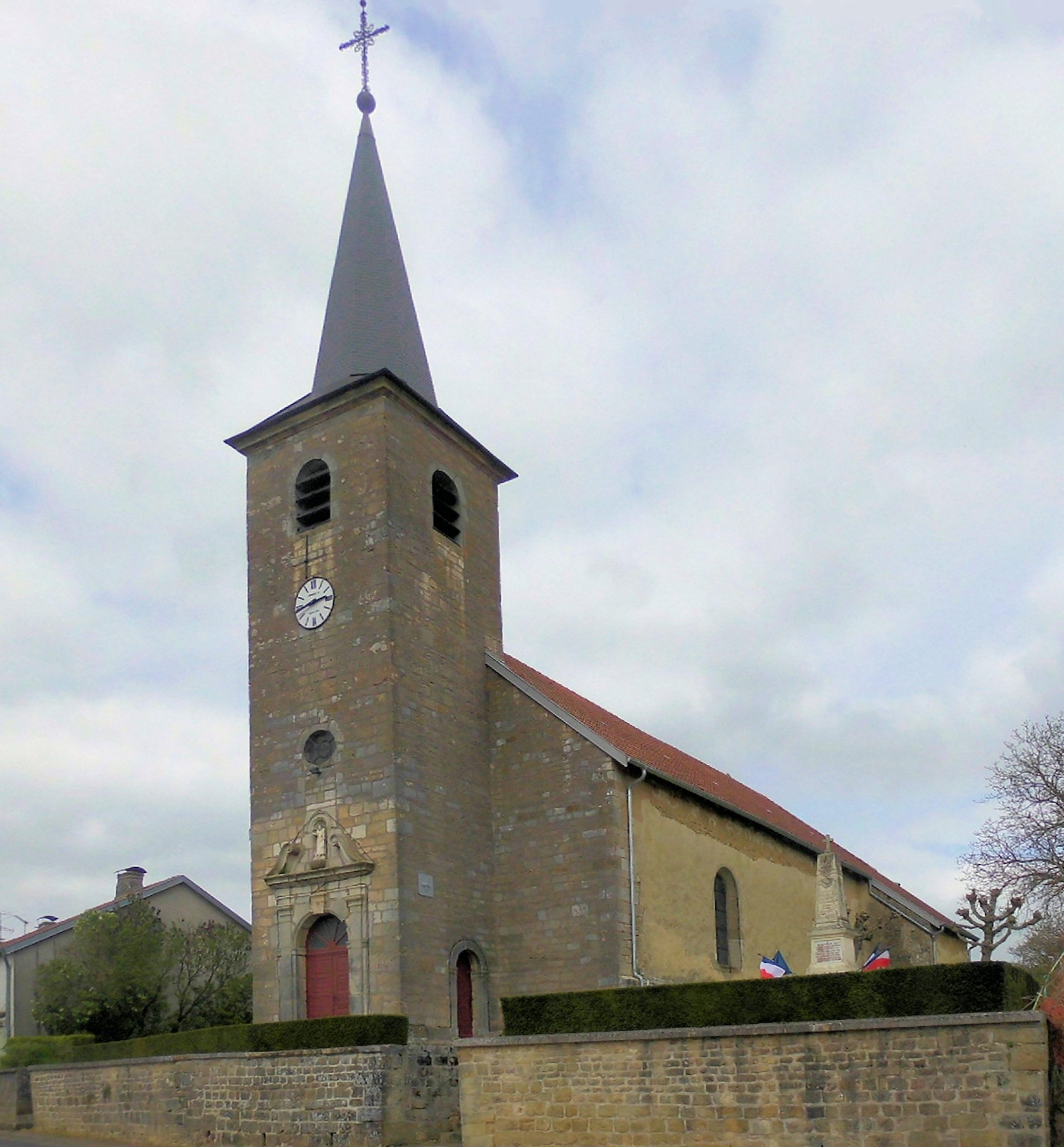
Kirche St. Leodegar
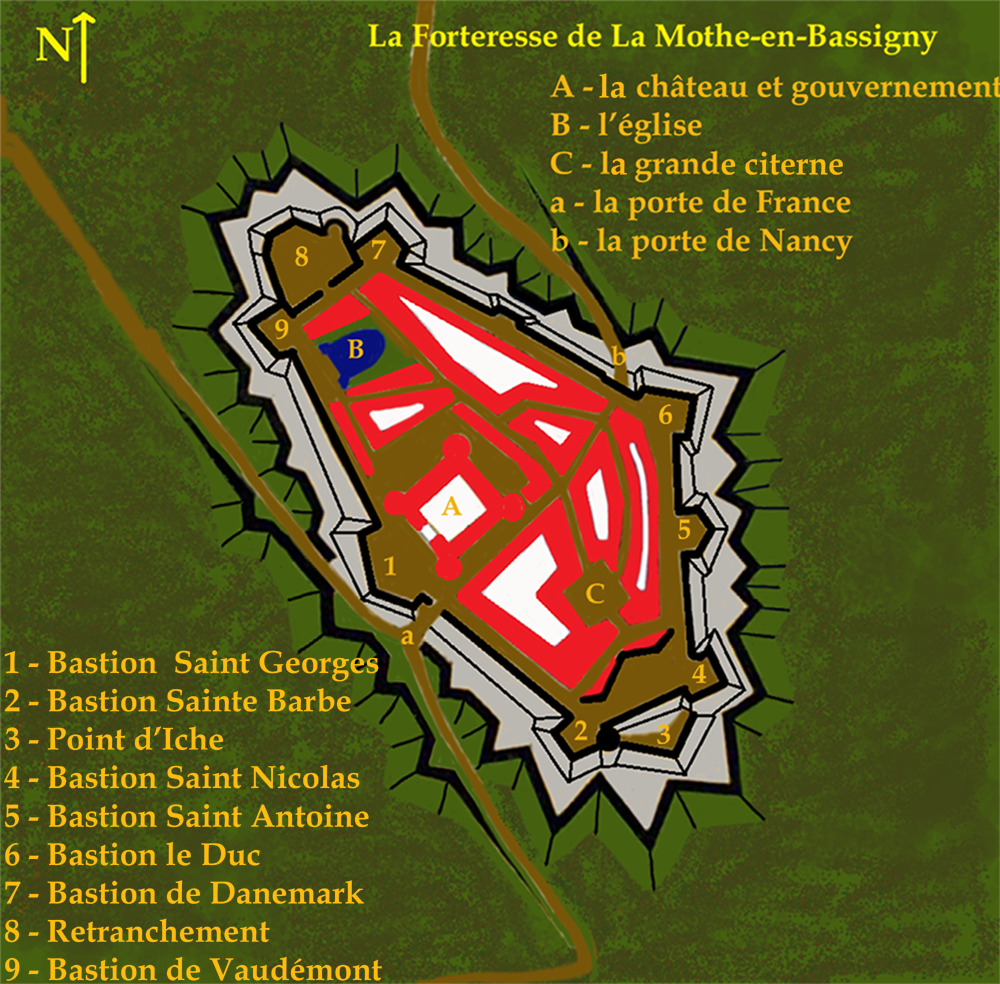
Plan der Festung La Mothe, Monument historique seit 1923
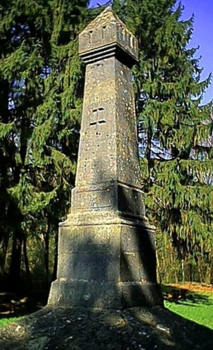
Bestandteil der einstigen Festung
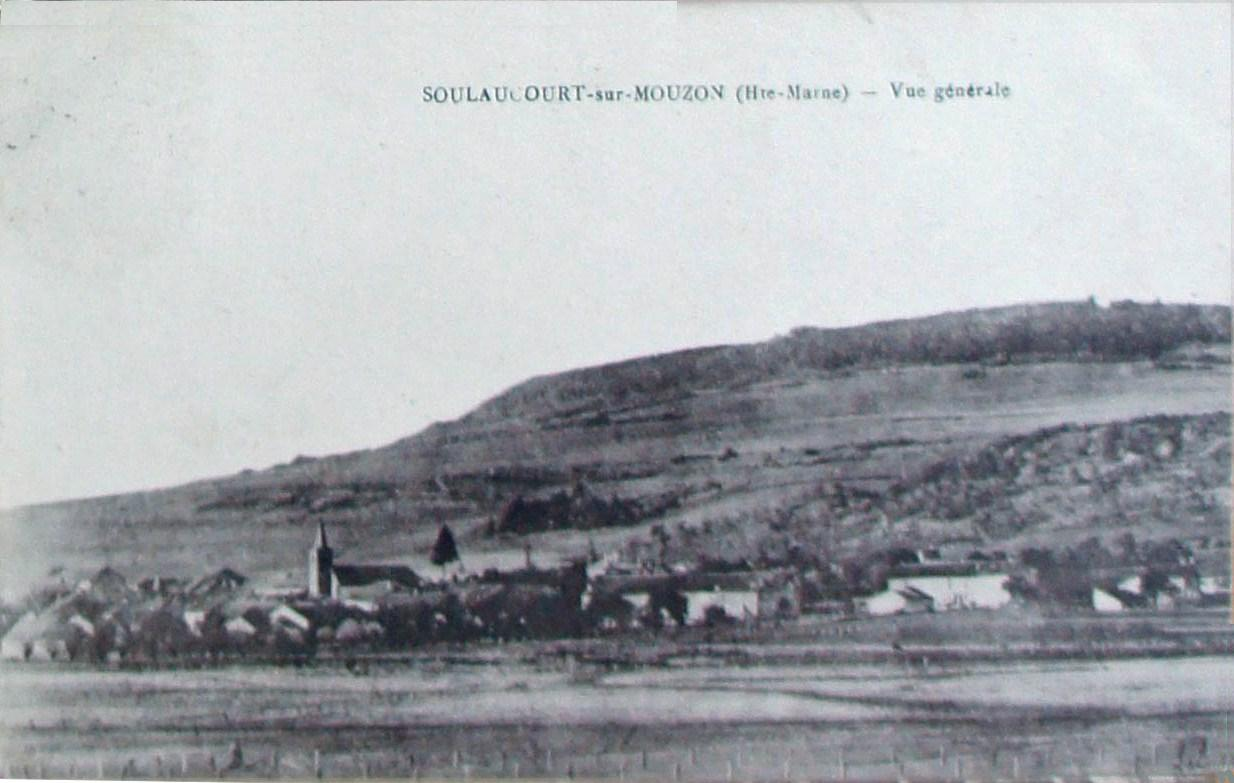
Soulaucourt-sur-Mouzon im Jahr 1928